# アウレッタ
アウレッタ（伊: Auletta）は、イタリア共和国カンパニア州サレルノ県にある、人口約2,300人の基礎自治体（コムーネ）。

## 地理

### 位置・広がり

#### 隣接コムーネ
隣接するコムーネは以下の通り。
- ブッチーノ
- カッジャーノ
- コルレート・モンフォルテ
- ペルトーザ
- ペティーナ
- ポッラ
- サルヴィテッレ
- シチニャーノ・デッリ・アルブルニ